# Мне не спится (фильм, 1994)
«Мне не спится» (Не могу уснуть) (фр. J’ai pas sommeil) — третий полнометражный французский драматический фильм Клер Дени. Премьера состоялась Премьера состоялась в 1994 году на 47-м Каннском кинофестивале в рамках программы «Особый взгляд». Прототипом для главного героя фильма послужил реально существовавший серийный убийца пожилых женщин Тьерри Полен.

## Сюжет
Дайга (Екатерина Голубева) — молодая девушка из Литвы, которая иммигрирует в Париж на своей «Волге» и практически без денег. Она — посторонняя в этом городе, неизбежно оказыающаяся среди маргиналов, уличных музыкантов, трансвеститов, один из которых — маньяк-убийца, безнаказанно убивающий пожилых женщин. Дайга надеется получить работу в театре, но её планы проваливаются. Она начинает работать горничной в отеле своей двоюродной тети.
В то же время между Тео (Алекс Дескас) и его женой (Беатрис Даль) происходит скандал из-за того, что она хочет уехать на Мартинику с их маленьким сыном. Между тем, в городе воцаряется хаос: происходит ряд насильственных убийств пожилых женщин, которые живут в одиночестве. Убийства совершают Камиль (Ришар Курсе) и его любовник Рафаэль (Венсан Дюпон). Они живут в отеле, в котором работает Дайга.
В конце концов, Дайга начинает следить за Камилем и понимает, что он — убийца, после того, как полиция развешивает его фоторобот по городу. Девушка заходит в его комнату, в которой находит мешок с наличными и крадет его, после чего она покидает Париж и возвращается в Литву.
Камиля находит полиция из-за того, что одна из его жертв оказалась живой и сообщила в полицию. Тео также доставляют в полицейский участок для допроса, но он настаивает на том, что, не имеет никакого отношения к убийствам и не знал, что делал его брат Камиль.

## В ролях
| Актёр                   | Роль                        |
| ----------------------- | --------------------------- |
| Екатерина Голубева      | Дайга главная роль          |
| Ришар Курсе             | Камиль главная роль         |
| Венсан Дюпон            | Рафаэль главная роль        |
| Лоран Гревиль           | доктор                      |
| Алекс Деска             | Тео                         |
| Ирина Гржебина          | Мина тетя Дайги             |
| Владимир Котляров       | Василий                     |
| Лин Рено                | Нинон главная роль          |
| Беатрис Даль            | Мона главная роль           |
| Ира Манделла-Поль       |                             |
| Софи Симон              | Элис сестра Моны            |
| Даниэлла Ван Берчейке   | Флер                        |
| Патрик Гранперре        | Абель                       |
| Фабьен Мэй              | жертва                      |
| Алиса Урто              | жертва                      |
| Арлетт Аве              | жертва                      |
| Антуан Шаппе            | покупатель автомобиля       |
| Френсис Лемонье         | посетитель кафе             |
| Арно Карбоннье          | сосед                       |
| Марион Сталанс          | соседка                     |
| Мануэла Гурари          | мать Моны                   |
| Дани                    | портниха                    |
| Дидье Фламан            | комиссар / детектив         |
| Серж Абатуччи           | детектив                    |
| Дэниэл Исоппо           | детектив                    |
| Жан-Поль Боннер         | детектив                    |
| Жан-Кентен Шатлен       | детектив 18 округа Парижа   |
| Лайонел Голдштейн       | детектив 18 округа Парижа   |
| Серж Эспозито           | детектив на вокзале         |
| Филипп Бессон           | полицейский                 |
| Филипп Кара-Мохамед     | полицейский                 |
| Камиль Чалаев           | Саша                        |
| Симона Бонте            | мать Нинон                  |
| Жан-Марк Эмье           | няня                        |
| Денис Дэкс              | тренер каратэ               |
| Сольвейг Доммартин      | блондинка                   |
| Мюриэль Форес           | молодая рыжеволосая женщина |
| Хилтон МакКоннико       | друг доктора                |
| Сохиаб Хешмати          | молодой мужчина-шатен       |
| Исе Тран                | актриса театра              |
| Хопи Лебель             | декоратор в театре          |
| Тьерри Фламан           | полицейский в вертолете     |
| Габриэль Жюльен-Лаферье | полицейский в вертолете     |
| Мадам Пети              | консьерж                    |
| Катрин Фро              | женщина с книжным шкафом    |
| Жак Ноло                | зритель в кинотеатре        |
| Дидье Сандр             | озвучка                     |
| Луис Бозон              | озвучка                     |
| Мишель Гондуэн          | не указан в титрах          |
| Дэвид Сако              | не указан в титрах          |

## Съемочная группа
- Клер Дени — режиссёр, сценарист
- Жан-Поль Фаржо — сценарист
- Аньес Годар — оператор
- Жан-Луи Мурат, Джон Паттисон — композиторы
- Арно дк Молерон, Тьерри Фламан — художники-постановщики
- Клер Фрессе — художник по костюмам
- Нелли Кветье — монтажер

## Производство
Дени было трудно найти финансирование для фильма из-за коммерческого провала предыдущей картины «Плевать на смерть». Национальный центр кино и мультипликации отказался финансировать «Мне не спится». После неудачных попыток найти необходимый бюджет режиссёр Оливье Ассайас представил Клер Дени продюсеру Бруно Песери, который в итоге и спродюсировал фильм.
В 2000 году Дени дала интервью французскому журналу Les Inrockuptibles, в котором заявила, что видела свою миссию в том, чтобы «сделать репрезентацию темнокожего персонажа более сложной»:
Что касается темнокожих людей, то у меня, несомненно, неосознанно возникала мысль, что в кино их всегда показывали пешками, марионетками или одалисками. Я, несомненно, хотела восстановить справедливость, вернуть великолепие, гордость и красоту темнокожих людей. <...> Во «Мне не спится» мне нравится Тео, потому что он неприятный. Он гордый, мятежный, а вовсе не добрый темнокожий человек на посту. Я не хочу специализироваться на изображении темнокожих в кино, но французское общество сегодня многоцветно. Поэтому я решительно не понимаю, почему нам все еще навязывают истории, где присутствуют только белые люди.Клер Дени, Les Inrockuptibles, 2000.
По словам Дени фильм является «заключительной частью трилогии, посвященной колониализму и постколониальному периоду».
В 2002 году режиссёр дала интервью французскому журналу Sofa, в котором рассказала о кастинге на главную роль Дайги:
Когда я работала над сценарием с Жан-Полем, я всегда представляла, что Париж с его кольцевой дорогой похож на игру в гуся (французская спиральная настольная игра). И я увидела, как иностранка прибыла и въезжает в этот Париж, что вызывает страх. Я думаю, что не сняла бы фильм без этой структуры. В начале это должна была быть молодая испанская девушка, которую должна была играть Изабель Юппер. Но даты постоянно менялись, и однажды в Берлине я встретила Катерину. Так что фильм был снят с ее участием, и сегодня мне трудно представить его без нее.Клер Дени, Sofa, 2002.
В том же интервью Дени сказала, что роль Моны изначально была написана для другой французской актрисы, которая впоследствии отказалась от съемок, так роль исполнила Беатрис Даль, которая сама предложила свою кандидатуру режиссёру.
В фильме героиня Голубевой — Дайга, представляется «внучкой Бартаса», Шарунас Бартас — литовский режиссёр и муж Екатерины Голубевой, в 2010 году Мария Кувшинова взяла интервью у Клер Дени для портала Colta, в котором спросила у режиссёра об этой связи. Дени ответила, что считает Бартаса своим другом и его фильм «Три дня», в котором она впервые увидела Голубеву и решила поработать с ней, поразил её.
Из-за того, что в фильме снимаются русскогооврящие актёры (Екатерина Голубева, Ирина Гржебина, Владимир Котляров) некоторые эпизоды ведутся на русском языке.
Кадры из фильма были использованы в документальном фильме 2017 года «Я — Катя Голубева», посвященному Екатерина Голубева.

## Критика
Коринн Остер сказала, что фильм снят по принципу кольцевой композиции, критик связывает это с темой движения: «Показательно, что фильм „Мне не спится“ начинается с движения: после 30-секундного кадра, на котором двое полицейских смеются в вертолёте над парижской „набережной“, камера Дени фокусируется на маленьком литовском автомобиле Дайги, который едет по парижскому шоссе в сторону города, в то время как она слушает радиопередачу чей язык она не понимает. Фильм заканчивается похожей сценой: Дайга уезжает из Парижа на своей машине, увозя с собой деньги, которые она украла у убийцы Камиля».
Журналистка Джоан Дюпон из International Herald Tribune отметила, что в фильме Дени «нет четкой грани между героем и жертвой».
Жан-Мишель Фродон из Le Monde назвал фильм «шедевром» и одним из «самых ярких политических фильмов французского кинематографа этого десятилетия».
Ксения Косенкова в связи с ретроспективой Дени в России написала для портала Colta обзор всех работ режиссёра, так критик сказала, что в фильме нет «ни саспенса, ни жажды сенсационности, присущих „фильмам о серийных убийцах“. Это скорее запись, „кардиограмма“ особой городской энергии, не дающей уснуть, протокол жизни трех неудовлетворенных людей».

## Саундтрек
- Jean-Louis Murat — Le Lien défait
- Jean-Louis Murat — J’ai pas sommeil
- Basehead — I Try
- Dean Martin & Line Renaud — Relax-Ay-Voo
- Bille Omen-Thomas — African Music
- Procol Harum — A Whiter Shade of Pale
- Machito — Canción
- Kali — Racines